# Kwietyszki
Kwietyszki (lit. Kvietiškis) – wieś na Litwie, na Suwalszczyźnie, w rejonie kozłoworudzkim w okręgu mariampolskim. Przez wieś przebiega trasa europejska E67.
Za Królestwa Polskiego przynależała administracyjnie do gminy Gudele w powiecie mariampolskim.